# Rosa weisiensis
Rosa weisiensis — вид рослин з родини трояндових (Rosaceae); ендемік Китаю.

## Опис
Це низький виткий кущ. Гілочки пурпурно-коричневі, циліндричні, голі, але цьогорічні залозисто-запушені та мало запушені; колючки розсіяні, короткі, плоскі. Листки включно з ніжками 4–4.5 см; прилистки переважно прилягають до ніжки, вільні частини ланцетні, залозисто запушені знизу й на краях, верхівка загострена; остови й ніжки запушені й рідко залозисто запушені; листочків 3–5, зверху темно-зелені, яйцеподібні або еліптичні, рідко довгасті, 1.2–2.5 × 0.4–1.4 см, знизу рідко запушені й залозисто запушені, основа майже округла, край подвійно пилчастий, зуби часто залозисті коли молоді. Квітів 5–10 у щитку, ≈ 1.5 см у діаметрі. Чашолистків 5, ланцетні, знизу залозисто-запушені та мало-запушені, зверху густо-запушені, край цілий, верхівка довго загострена. Пелюсток 5, запашні, білі, широко зворотно-яйцюваті, основа клиноподібна, верхівка виїмчаста. Цинародії невідомі. Період цвітіння: травень — липень; період плодоношення: серпень — жовтень.

## Поширення
Ендемік Китаю: пн.-зх. Юньнань. Зростає у чагарниках на висотах 1800–2300 метрів.